# Witteberghore
Le Witteberghore est un sommet des Préalpes vaudoises à la frontière entre le canton de Vaud et celui de Berne. Il se situe approximativement entre L'Étivaz (Vaud) et Feutersoey (Berne), au sud du col de Jable.